# Anaciaeschna
Anaciaeschna là một chi chuồn chuồn ngô thuộc họ Aeshnidae.
Chi có các loài sau:
- Anaciaeschna donaldi Fraser, 1922
- Anaciaeschna (Aeshna) isosceles (Müller, 1767) - Green-eyed Hawker, Norfolk Hawker[2]
- Anaciaeschna jaspidea (Burmeister, 1839) - Australasian Duskhawker[3]
- Anaciaeschna kashimirensis Singh & Baijal, 1954
- Anaciaeschna martini (Selys, 1897)
- Anaciaeschna megalopis Martin, 1908
- Anaciaeschna melanostoma Lieftinck, 1949
- Anaciaeschna moluccana lieftinck, 1930
- Anaciaeschna montivagans Lieftinck, 1932
- Anaciaeschna triangulifera McLachlan, 1896 - Evening Hawker[4]

## Hình ảnh

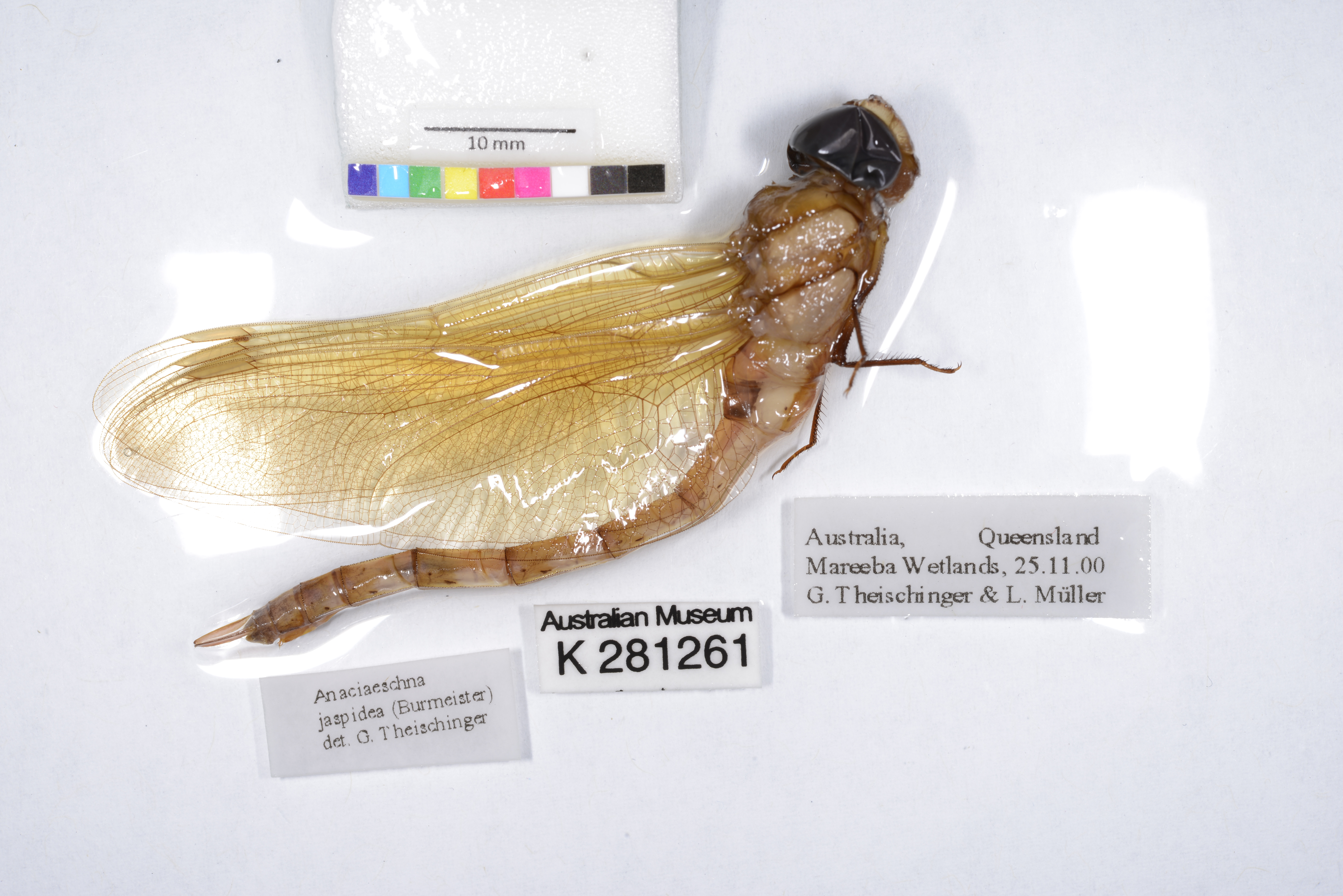
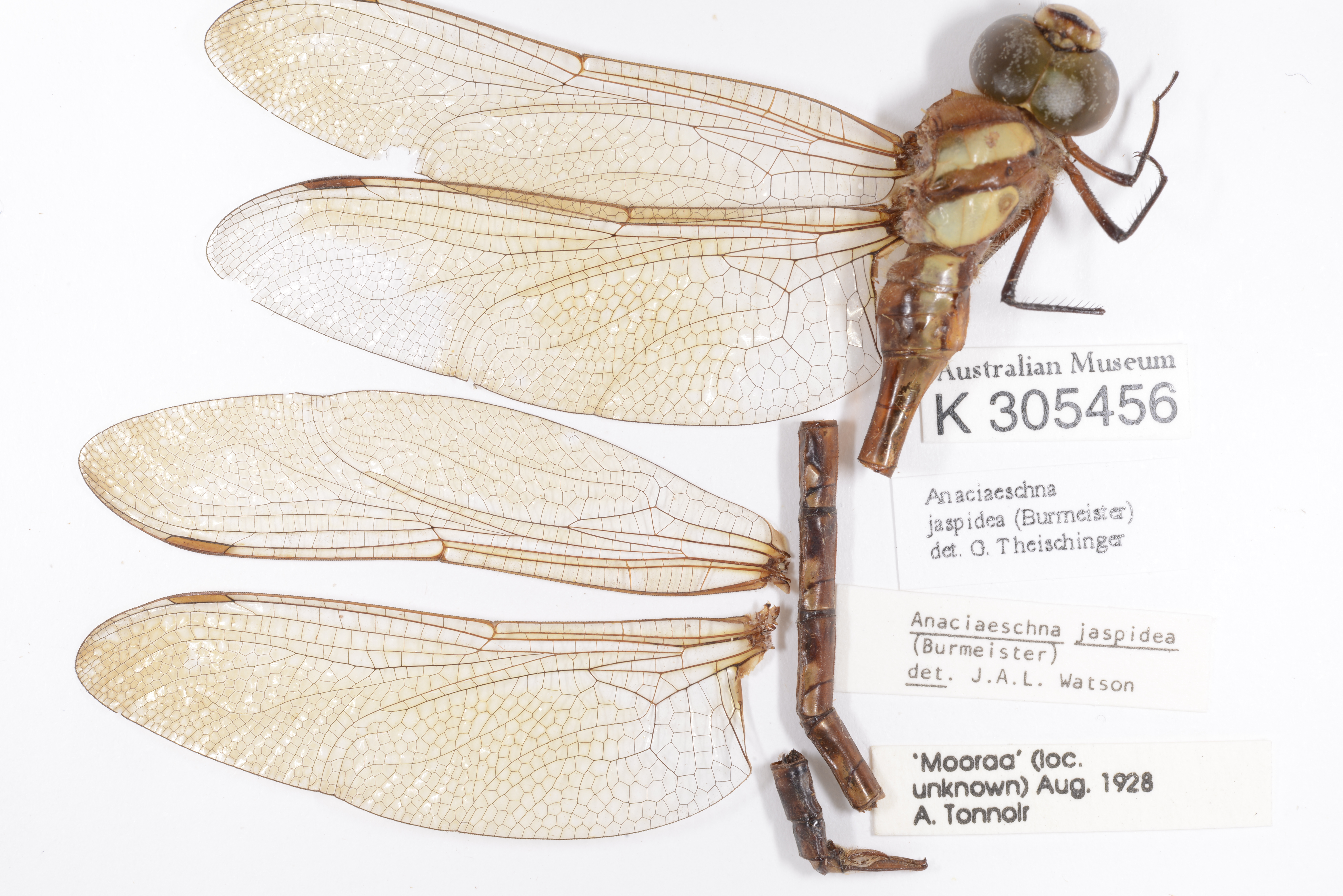